# Saint-Chef
Saint-Chef là một xã của tỉnh Isère, thuộc vùng Rhône-Alpes, đông nam nước Pháp.